# Pompe à mercure
Pour les articles homonymes, voir Pompe (homonymie).

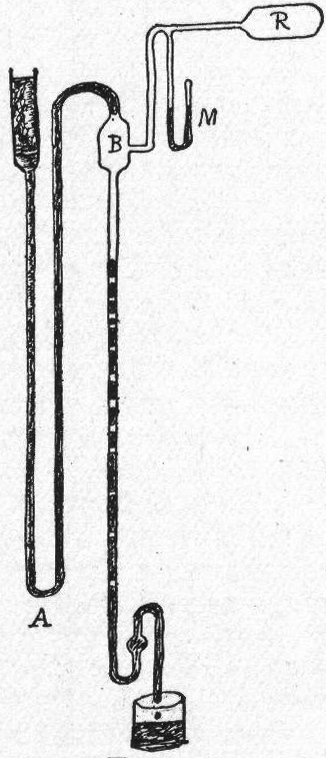
Le réservoir de mercure est ici représenté à gauche ; de là, le mercure déborde et se déverse dans l'ampoule B, et se disloque en gouttelettes au passage dans le capillaire long à droite. Ces gouttelettes entraînent des vésicules d'air jusqu'en B. Le mercure est récupéré et renvoyé au réservoir. De cette façon, on peut épuiser presque tout l'air de l'ampoule B, et donc de tout récipient R communiquant avec B. En M, un manomètre indique la pression dans l'enceinte R à épuiser. Une pompe de ce type est capable de produire un vide aussi poussé que 1 mPa.

La pompe à mercure est une pompe à vide qui exploite le transit de gouttelettes de mercure à travers un tube capillaire pour piéger l'air de l'enceinte à épuiser. Elle a été inventée en 1865 par Hermann Sprengel, chimiste d'origine hanovrienne lors de sa période londonienne. Cette pompe créait le vide le plus poussé réalisable à l'époque (de l'ordre de 1 mPa).
À ne pas confondre avec la pompe à diffusion de mercure, également appelée « pompe à vapeur de mercure », qui se distingue par la présence d'un chauffage, et qui est le précurseur historique des pompes à diffusion, pompes à vide secondaire utilisées dans les techniques de vide poussé.

## Utilisation
Elle n'est plus utilisée aujourd'hui. William Crookes se servit de ces pompes pour ses études des décharges électriques, William Ramsay pour isoler les gaz rares ; Joseph Swan et Thomas Edison, pour faire le vide dans leur nouvelle lampe à incandescence à filament de carbone. Une première pompe de ce type avait été présentée par Adrien Thilorier à l'Académie des sciences en 1832. La pompe inventée par Sprengel a permis dès 1879 d'obtenir à échelle industrielle un vide suffisant pour que le filament de carbone d'une lampe à incandescence dure plusieurs dizaines de jours. Quant à Hermann Sprengel, il poursuivit par des études sur les explosifs et finit par être élu Fellow of the Royal Society.
Un vidéaste scientifique américain, Cody's lab, a recréé cette pompe dans une vidéo sur Youtube qui porte le titre "Sprengel Vacuum Pump: The most efficient pump ever?" et l'utilise pour faire le vide dans l'ampoule d'un radiomètre de Crookes.

## Principe de fonctionnement
La chute des gouttelettes de mercure comprime l'air à l'entrée de la pompe et l'évacue dans une citerne à l'extrémité du tube. À mesure que la pression décroît, l'effet amortisseur de l'air entre les gouttelettes métalliques diminue, de sorte que l'on peut entendre des coups périodiques, accompagnés d'éclats de lumière à travers le récipient que l'on pompe.

## Applications
Le débit élevé, la simplicité d'utilisation et l'efficacité de la pompe à mercure en faisaient un instrument apprécié des expérimentateurs. Le prototype de Sprengel pouvait épuiser une enceinte d'un demi-litre en 20 minutes environ. Avec de nouvelles versions de l'appareil, il devint possible d'abaisser la pression au-dessous de 1 mPa (9,87 × 10−9 atm).